# Gonatozygaceae
Gonatozygaceae, porodica parožina, dio reda Desmidiales. Postoje tri roda s ukupno 16 vrsta. Ime je došlo po rodu Gonatozygon.
Taksonomski se vodi kao sinonim za Peniaceae

## Rodovi
1. Genicularia De Bary (3)
2. Gonatozygon De Bary (12)
3. Leptocystinema W.Archer (1)